# Riccardo Schöpf
Riccardo Martin Schöpf (27 de junio de 2001) es un deportista austríaco que compite en luge. Ganó dos medallas en el Campeonato Mundial de Luge de 2024 y dos medallas en el Campeonato Europeo de Luge de 2025.

## Palmarés internacional
| Campeonato Mundial | Campeonato Mundial    | Campeonato Mundial | Campeonato Mundial |
| Año                | Lugar                 | Medalla            | Prueba             |
| ------------------ | --------------------- | ------------------ | ------------------ |
| 2024               | Altenberg (Alemania)  | Medalla de oro     | Doble              |
| 2024               | Altenberg (Alemania)  | Medalla de bronce  | Doble (velocidad)  |
| Campeonato Europeo |                       |                    |                    |
| Año                | Lugar                 | Medalla            | Prueba             |
| 2025               | Winterberg (Alemania) | Medalla de oro     | Equipo             |
| 2025               | Winterberg (Alemania) | Medalla de plata   | Doble              |